# Groupes successifs de David Bowie
S'il a pour l'essentiel accompli sa carrière sous son propre nom, entouré de diverses formations d'instrumentistes au gré de ses évolutions musicales, le chanteur et compositeur britannique David Bowie s'est produit au sein de plusieurs groupes, notamment à ses débuts avant qu'il ne trouve le succès,.

## The Konrads
Le 16 juin 1962 David Jones — le futur Bowie, âgé de 15 ans — rejoint le groupe The Konrads (ou The Kon-Rads) qui réunit autour de son ami d'enfance George Underwood (chant) les guitares de Neville Will et d'Alan Dodds et la batterie de Dave Crook. ILs se produisent en costumes assortis. Vers la fin de l'année s'intègrent au groupe David Hadfield (batterie), Rocky Shahan (basse), Roger Ferris (chant) et les sœurs Christine et Stella Patton (chœurs), tandis que Crook et Underwood le quittent. Recruté pour son saxophone, David en devient le chanteur à la faveur d'un accident dont est victime John Ferris, sous les noms de scène fugaces de Luther Jay ou d'Alexis Jay, puis de Dave Jay, un patronyme inspiré de Peter Jay and the Jaywalkers, qu'il estime être « un des deux seuls groupes anglais qui y connaissent quelque chose en saxophone ». Mais lassé par leur manque d'ambition, il quitte ces musiciens après un dernier concert le soir du réveillon de la fin de l'année 1963.

## The Hooker BrothersouDave's Reds and Blues
À la même époque David se produit à trois ou quatre reprises, toujours sous le pseudonyme de Dave Jay, avec seulement George Underwood (guitare rythmique, harmonica) et Viv Andrews (batterie). Ils se présentent comme The Hooker Brothers (en hommage à John Lee Hooker) ou comme Dave's Reds and Blues (les « rouge et bleu », en référence à des pilules de barbituriques alors en vogue).

## The King Bees
Désirant s'orienter davantage vers le rhythm and blues, David Jones rencontre des musiciens de Fulham qui jouent ensemble depuis quelques mois et forme avec eux au printemps 1964 The King Bees (du nom d'une chanson de Slim Harpo) ou Davie Jones & the King Bees. Il y chante et joue du saxophone ténor. George Underwood tient la guitare rythmique et l'harmonica. Les accompagnent Roger Bluck (guitare), Dave Howard (basse) et Robert Allen (batterie). Bowie les évoque plus tard comme « des gars de Brixton qu'[il] avai[t] rencontrés chez le coiffeur ».
Le groupe signe avec Vocalion Records, une filiale de Decca, et en mai 1964 enregistre dans leur studio londonien de West Hampstead une reprise du standard Liza Jane et Louie, Louie, Go Home (de Paul Revere and the Raiders), dans le style des Pretty Things, au chanteur desquels Bowie voue alors une profonde admiration. Les ventes du single publié le 5 juin 1964 sont mauvaises, malgré un bon accueil de la presse et des passages à la télévision. Ces deux chansons des King Bees sont reprises sur la compilation de Bowie de 1991 Early On (1964–1966).

## Davie Jones & The Manish Boys
Tirant son nom du titre d'une chanson de Muddy Waters, The Manish Boys se compose depuis avril 1964 de Johnny Flux (guitare), John Watson (basse, chant), Bob Solly (orgue), Paul Rodriguez (saxophone ténor, trompette), Woolfe Byrne (saxophone baryton, harmonica) et Mike White à la batterie. La musique du groupe est d’inspiration folk soul. David Jones les rejoint fin juillet et le groupe prend le nom de Davie Jones & The Manish Boys. Ils donnent une cinquantaine de concerts — dont un au célèbre Marquee Club de Londres fin 1964 — jusqu'au 25 avril 1965, à Bletchley.
Parlophone produit un 45t le 5 mars 1965 avec I Pity The Fool en face A, une reprise dispensable d'un blues américain, et en face B Take My Tip, la première chanson composée par Bowie jamais gravée. Malgré un buzz — et, pour l'anecdote, la participation de Jimmy Page aux sessions d'enregistrement — le single est un nouvel échec commercial. Constatant qu’ils peinent à trouver de nouveaux concerts, ne goûtant guère de vivre dans leur bourgade de Maidstone, trouvant la formation trop nombreuse pour servir ses propres ambitions et agacé que le groupe ait refusé qu'il soit crédité individuellement pour Take my Trip, Bowie quitte le groupe peu après.

## The Lower Third
Oliver Twist and the Lower Third est un groupe du Kent, formé en 1963 et composé de Denis 'Tea-cup' Taylor (guitare), Les Migham (batterie) et Graham Rivens (basse). Après une audition où il est préféré à Steve Marriott, futur chanteur de Small Faces, Bowie les rejoint en avril 1965 comme chanteur et saxophoniste ténor et alto. En juillet Phil Lancaster remplace le batteur. Dans un style rock le groupe se produit le week-end pendant l'été à Bournemouth et à l'île de Wight sous les noms de The Lower Third, Davie Jones and Lower Third ou Davy Jones and The Lower Third puis enfin David Bowie & The Lower Third à partir du 16 septembre 1965 (première utilisation officielle du pseudonyme légendaire, pour éviter d'être confondu avec Davy Jones, le chanteur des Monkees). Le groupe se déplace dans une vieille ambulance, une sorte de camionnette — mais Bowie lui-même se fait conduire par leur manager Ralph Horton, gay et probablement amoureux de lui. Il joue notamment en première partie des Who, des Pretty Things, de Johnny Kidd & The Pirates. Plutôt éclectiques, ils reprennent fréquemment en concert Mars de Gustav Holst ou Chim Chim Cher-ee du film Mary Poppins.
Ils enregistrent quelques titres, dont des compositions de Bowie : Born Of The Night, You've Got A Habbit Of Leaving, Baby Loves That Way, puis une deuxième série, dont « Davy Jones » est le seul crédité (I'll Follow You, Glad I've Got Nobody, That's Where My Heart Is, I Want My Baby Back, Bars Of The County Jail), et enfin au second semestre 1965 ses Baby That's A Promise et Silly Boy Blue, un titre dont l'orchestration et l'air évoquent le trio vocal des Walker Brothers.
En novembre, le groupe auditionne à la BBC, sans convaincre (Bowie chante faux, écrit un des examinateurs). Puis une séance d'enregistrement permet de graver deux morceaux qui seront considérés plus tard comme des pièces majeures du compositeur à ses débuts : Now, You've Met The London Boys et Can't Help Thinking About Me (paru en janvier 1966). Le style évoquent celui de deux groupes britanniques phares d'alors, The Who et The Kinks, qui mâtinent le blues américain de l'influence théâtrale du « cabaret » européen et dont les chanteurs ont la particularité d'être tous deux des dandies.
Les Lower Third se produisent au Bus Palladium et au Golf-Drouot à Paris fin 1965. Leur dernière prestation sur scène a lieu fin janvier 1966 : pour leur date suivante, leur manager leur annonce qu'il n'a plus les moyens de les payer.

## The Buzz, ouDavid Bowie & The Buzz
Bowie (chant, guitare, saxophone) recrute alors John 'Hutch' Hutchinson (guitare, remplacé par Billy 'Haggis' Gray à partir de juin), Derek 'Dek' Fearnley (basse), John 'Ego' Eager (batterie) et Derrick 'Chow' Boyes (claviers). Le groupe, qui a adopté le style vestimentaire mod sous l'impulsion d'un Ralph Horton resté fidèle à Bowie, auditionne au Marquee début février, et se produit sur scène jusqu'en décembre 1966. C'est là que Kenneth Pitt, qui deviendra son manager, découvre le chanteur. Sur scène, ils jouent notamment I'm Waiting for the Man alors que l'album du Velvet Underground n'est pas même sorti — c'est Kenneth Pitt qui en a procuré au chanteur un acétate.
The Buzz parvient à passer dans l’émission télévisée Ready Steady Go! et sort le 1er avril 1966 le 45t A : Do Anything You Say / B : Good Morning Girl. Le groupe enregistre aussi la version de The London Boys qui sort en face B du single Rubber Band en décembre 1966 (un titre écrit en 1965 et testé d'abord avec les Lower Third).

## The Riot Squad
The Riot Squad est un groupe de pop qui tourne à Londres depuis la fin de 1964. Bowie les rejoint début 1967, pendant qu'il enregistre les morceaux de son premier album. La formation compte alors six membres : Bowie (surnommé Toy Soldier, chant, guimbarde et guitare), Rod 'Rook' Davies (guitare), Brian 'Croak' Pebble (chant, guitare basse), Bob Evans (saxophone tenor, chant, flute), George 'Butch' Davis (claviers) et Derek 'Del' Roll (batterie). Elle se produit du 17 mars au 2 mai 1967, et se démarque par des prestations scéniques théâtrales et des maquillages flamboyants voulus par Bowie.

## Turquoise
De décembre 1967 à fin mars 1968, Bowie joue dans la comédie musicale de Lindsay Kemp Pierrot in Turquoise.
Turquoise est un trio éphémère créé par Bowie avec sa petite amie Hermione Farthingale (chant tous les deux) et Tony Hill (guitare et chant, Hill est alors le guitariste de The Misunderstood). Il se produit pour la dernière fois le 14 septembre 1968 à The Roundhouse à Camden. Plus tard, Bowie explique qu'il s'agissait surtout pour lui de passer du temps avec Hermione.

## The Feathers
À partir de mi-septembre 1968, John Hutchinson remplace Tony Hill comme guitariste dans le trio, qui prend pour nom The Feathers. Dans un style plus folk-rock, le groupe qu'ils qualifient de « multimédia  » entremêle musique, vidéo, danse et mime, interprétant des compositions du chanteur ou de Jacques Brel. Après une dernière représentation le 30 janvier 1969, The Feathers disparait quand Hermione quitte David début février.

## Bowie & Hutch
Bowie et Hutchinson continuent pendant quelques mois à se produire ensemble sous le nom de Bowie & Hutch. Leurs enregistrements seront publiés en 2019 par Parlophone.

## Junior's Eyes
Junior's Eyes est le nom de la formation qui accompagne Bowie pour l'enregistrement de plusieurs chansons de son deuxième album studio, David Bowie, dit ultérieurement Space Oddity, entre juillet et octobre 1969, et pour quelques concerts dans les semaines qui suivent. Bowie n'en fait pas partie : le groupe est formé des musiciens John Cambridge (batterie), John 'Honk' Lodge (basse), Mick Wayne et Tim Renwick (guitares) et mène en parallèle une carrière indépendante avec son chanteur Graham 'Grom' Kelly ; il finit par se séparer le 3 février 1970.

## The Hype

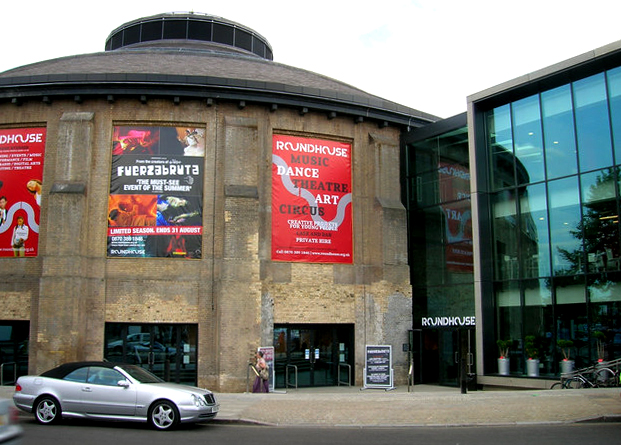
La Roundhouse de Camden, à Londres.

En 1970, Bowie constitue une nouvelle formation qu'il nomme initialement The David Bowie Band pour sa première scène, le 22 février 1970 à la Roundhouse de Londres. Pour leur deuxième spectacle, le lendemain, le groupe s'appelle Harry the Butcher, et pour le troisième David Bowie's New Electric Band : So New They Haven't Got A Name Yet. Bowie se fixe ensuite sur le nom The Hype, littéralement « le battage médiatique », « tapage » ou « propagande » mais aussi « intox » ou « arnaque ». Le style tourne au hard-rock. La composition du groupe préfigure celle des Spiders from Mars et marque la première collaboration du chanteur et de Mick Ronson :
- David Bowie, alias Space Star/Rainbowman - chant, guitare douze cordes
- Mick Ronson, alias Gangsterman - guitare Les Paul
- Tony Visconti, alias Hypeman - guitare basse, chant
- John Cambridge, alias Pirateman[30] ou Cowboyman[29], puis Mick 'Woody' Woodmansey à partir d'avril 1970 - batterie
- Benny Marshall (à partir de novembre 1970) - chant, harmonica.

Sur une initiative de Bowie et de sa femme Angela, ils se produisent grimés, dans une esthétique de dessin animé. Leurs costumes, comme le nom du groupe, moquent les stratégies marketing de la pop mais ouvrent la voie du glam rock, mélange de rock et de music-hall qu'on pourrait qualifier de « cabaret-rock ». Bowie porte des collants blancs en Lurex sous une culotte, une cape argentée aux longues manches turquoise, un foulard et des bottes de pirate ; Ronson, coiffé d'un Fedora, est en veste en lamé or, façon gangster des années 1930 ; Visconti arbore le S de Superman sur son T-shirt et une sorte d'aile dans le dos. 
« On s'est fait hué pendant tout le show. C'était génial ! Marc Bolan est la seule personne à avoir applaudi dans la salle », se souvient Bowie plus tard.
 : The Hype, enregistré Playhouse Theatre de la BBC le 25 mars 1970.

## The Arnold Corns

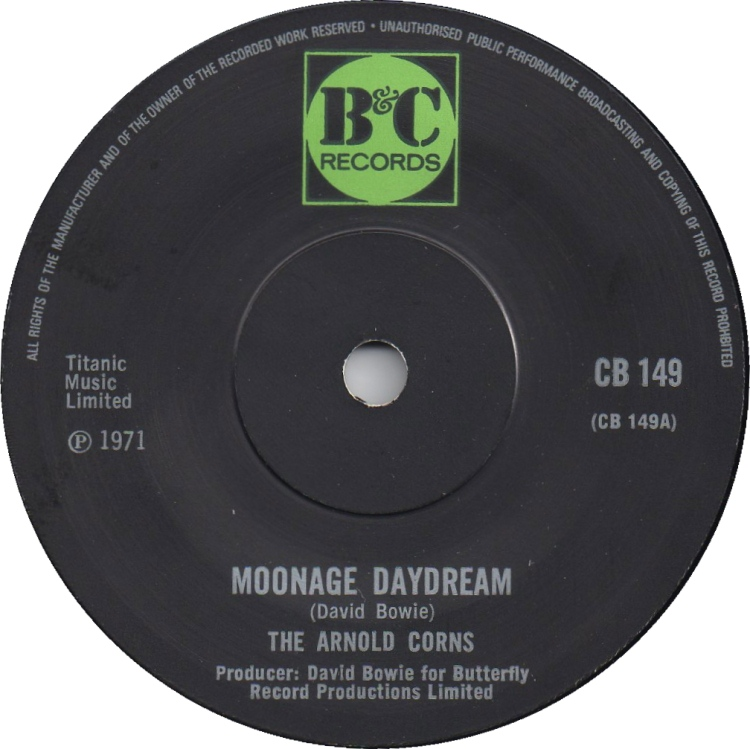
Le 45 tours Moonage Daydream des Arnold Corns, 1971.

Début 1971, David est sous contrat avec Mercury, mais ne souhaite pas leur confier les morceaux qu'il prépare. Dans ce contexte, la formation d'Arnold Corns (ou The Arnold Corns) lui permet d'enregistrer et de publier discrètement quelques titres, et constitue une sorte de galop d'essai pour The Rise and Fall of Ziggy Stardust and the Spiders from Mars.
Le groupe est issu de Rungk, un trio formé au Dulwich College par Mark Pritchett (chant et guitare), Pete de Somogyi (basse) et Tim Broadbent (batterie). Leur nom, trouvé par le bassiste, est un mot d'argot suédois désignant la masturbation. Bowie a fait connaissance de Pritchett à l'Arts Lab de Beckenham. Il prend le trio sous son aile, les rebaptise « Arnold Corns » en référence à la chanson Arnold Layne de Pink Floyd et affuble ses membres de noms extravagants : Pritchett devient « Mark Carr-Pritchard », de Somogyi « Polak de Somogyl » et Broadbent « Timothy James Ralph St Laurent Broadbent ». Bowie s'est par ailleurs lié avec un styliste de King's Road âgé de 19 ans, Freddie Burretti. Il fait croire que celui-ci est, sous le pseudonyme de Rudi Valentino, le chanteur et leader du groupe, mais c'est bien la voix de la future star qu'on entend sur les enregistrements.
 : enregistrements d'Arnold Corns, 1971.

## David Bowie and the Spiders from Mars
Les Spiders from Mars accompagnent Bowie au sommet de sa période glam. Directement issu de The Hype, la formation réunit autour du chanteur Mick Ronson à la guitare, Trevor Bolder à la basse et Mick Woodmansey à la batterie. Il donne son premier concert sous ce nom le 21 juin 1972 au Civic Hall de Dunstable, deux semaines après la sortie de l'album The Rise and Fall of Ziggy Stardust and the Spiders from Mars.
Pendant la tournée qui suit, les Spiders parcourent le Royaume-Uni, les États-Unis et le Japon et participent à l'enregistrement de l'album Aladdin Sane. À la surprise de Bolder et Woodmansey, Bowie annonce la retraite de Ziggy Stardust — et donc la fin du groupe — lors du dernier concert de la tournée, le 3 juillet 1973 au Hammersmith Odeon.

## Tin Machine
En 1988, Bowie est en quête de rédemption après plusieurs albums démolis par la critique. Plutôt que revenir au genre de musique de Let's Dance qui l'a amené vers le grand public, il s'associe au guitariste Reeves Gabrels et aux frères Tony et Hunt Sales, respectivement bassiste et batteur, pour un retour aux sources aux tendances hard.
Le quatuor opte pour le nom de Tin Machine d'après le titre d'un de leurs morceaux. Il publie les albums Tin Machine (1989) et Tin Machine II (1991), chacun suivi d'une tournée (Tin Machine Tour mi 1989 et It's My Life Tour pendant l'hiver 1991-1992).
Le groupe se sépare en 1992, n'ayant rencontré qu'un succès modéré, que ce soit auprès de la critique ou des fans de Bowie.

## Tao Jones Index
Pendant la tournée de promotion de l’album Earthling en 1997, Bowie et ses musiciens (Reeves Gabrels, Gail Ann Dorsey, Zack Alford et Mike Garson) se produisent à quelques reprises incognitos, sous le nom de Tao Jones Index (un nom proposé par Zack Alford, qui joue avec le vrai patronyme de Bowie, Jones, son initiative récente de titrisation de son répertoire les Bowie Bonds et l'indicateur boursier Dow Jones Index). Le groupe se livre à quelques remix live de chansons  d'Earthling. Un seul enregistrement officiel est paru, un single avec Pallas Athena et V-2 Schneider, enregistrées le 10 juin 1997,.
 : un concert de Tao Jones Index au festival de festival Phoenix (en) le 19 juillet 1997.